# Ретово (Західнопоморське воєводство)
Ретово (пол. Retowo) — село в Польщі, у гміні Тихово Білоґардського повіту Західнопоморського воєводства.
Населення — 108 осіб (2011).
У 1975-1998 роках село належало до Кошалінського воєводства.

## Демографія
Демографічна структура станом на 31 березня 2011 року:
|          | Загалом | Допрацездатний вік | Працездатний вік | Постпрацездатний вік |
| -------- | ------- | ------------------ | ---------------- | -------------------- |
| Чоловіки | 61      | 13                 | 44               | 4                    |
| Жінки    | 47      | 12                 | 25               | 10                   |
| Разом    | 108     | 25                 | 69               | 14                   |